# Ambiguità

Elementi dell'espressione (insieme X) ed elementi del contenuto (insieme Y): "1" e "2" sono sinonimi del contenuto "a"; "3" è ambiguo, perché rinvia non ad uno solo, ma a due elementi dell'insieme Y dei contenuti.

La parola ambiguità (dal latino ambiguitas, -atis, da amb-, 'intorno', e agĕre), con riferimento ad un testo (scritto o orale), rinvia alle diverse e anche contrastanti interpretazioni che di quel testo, nella sua interezza o anche riguardo ad una singola frase o parola, possono essere date.
L'ambiguità è un fenomeno intrinseco al fatto linguistico, alla testualità e alla comunicazione. La langue, il patrimonio linguistico di ciascun parlante, è diverso da individuo a individuo (vedi Idioletto). Ogni testo è quindi potenzialmente polisemico. Il significato che dà il mittente potrebbe cioè essere diverso da quello interpretato dal destinatario.
L'ambiguità è di cinque tipi: fonetica, lessicale, sintattica, di scopo o pragmatica.

## Ambiguità fonetica
Il funzionamento del codice linguistico è garantito dalla diversità dei significanti, in rapporto tra loro in base al principio di interrelazione oppositiva. Accade però che significati diversi coincidano nel medesimo significante. Sono segni linguistici diversi fra loro, che casualmente si trovano ad avere lo stesso significante: se hanno in comune la grafia, si chiamano omografi; se hanno in comune la realizzazione fonetica (il suono), si dicono omofoni. Si dicono invece omonime le parole che hanno identica grafia e identica pronuncia, ma significato diverso (o anche opposto, come nel caso delle locuzioni enantiosemiche).
Un esempio di omofonia in lingua italiana è tra l'amorale e la morale.

## Ambiguità lessicale
L'ambiguità lessicale riguarda il contenuto concettuale del singolo lessema: ad esempio la parola acuto indica in italiano sia una persona intelligente che un suono di timbro superiore alla norma.
Tipi di ambiguità lessicale semantica sono la cosiddetta ambiguità complementare (o polisemia) e l'ambiguità contrastiva (o omonimia). Nel primo caso, i diversi significati del lessema sono comunque legati, o fanno parte di domini affini, nel caso dell'omonimia invece si tratta di due lessemi differenti che per diverse controversie etimologiche sono venuti a coincidere nella loro forma grafica/fonetica. La risoluzione automatica dell'ambiguità delle parole prende il nome di disambiguazione.

## Ambiguità sintattica o di scopo
Si ha ambiguità sintattica quando la sintassi di una frase può essere interpretata in diversi modi, di modo che la frase stessa ha significati diversi. Ad esempio:
Chiara ha visto Luca in giardino con il cannocchiale.
Chi aveva il cannocchiale? Luca o Chiara?
Una vecchia legge la regola.
Qual è il soggetto? Qual è il verbo? La frase allude a un'anziana signora che scorre con gli occhi il testo di una norma oppure di una fattispecie, qui indicata dal pronome la, regolamentata da un'antica legge? Nella lingua parlata (secondo la pronuncia standard o quella toscana) l'ambiguità è risolta dal modo in cui si pronuncia la e tonica di legge:
- Una vecchia lègge la regola - La "e" è aperta e quindi legge è voce del verbo leggere.
- Una vecchia légge la regola - La "e" è chiusa e quindi legge è un sostantivo che definisce l'atto normativo.

Per evitare ambiguità dovute all'apertura e alla chiusura di una vocale tonica è consigliabile utilizzare l'accento grave se aperta ("è", "ò") o acuto se chiusa ("é", "ó"). 
L'ambiguità di scopo si verifica quando ci sono più elementi dello stesso tipo in una frase, ad esempio:
"Ogni uomo ama una donna"
Può significare che esiste una donna amata da ogni uomo, oppure ogni uomo ama una donna diversa.

## Ambiguità pragmatica
L'ambiguità pragmatica si produce quando l'intenzione comunicativa viene recepita dal destinatario secondo una funzione dominante diversa. Siamo in presenza di un fraintendimento relativo alla struttura dominante di un messaggio. Ad esempio, nella frase
Se Altobelli non gioca, l'Italia perderà il mondiale.
la funzione dominante potrebbe essere quella emotiva (la presenza del giocatore è fondamentale psicologicamente per i tifosi) o quella referenziale (l'assenza del giocatore rende la nazionale tecnicamente più debole).

## Esempi letterari
Il termine "ambiguità" è ritornato in auge nel linguaggio della critica letteraria in seguito al successo dell'opera di William Empson Seven Types of Ambiguity (Sette tipi di ambiguità), del 1930. Non bisogna però dimenticare che già ai tempi della retorica medievale, l'ambiguità era considerata una chiave di lettura per riconoscere i vari significati di un testo. Non è un caso se nei secoli successivi l'ambiguità, intesa come strumento stilistico, verrà utilizzata a piene mani da letterati come Mallarmé, Apollinaire e Joyce.